# 夜间樱花行动
PX行動，也称为夜间樱花行动，是第二次世界大战期间日本计划的一次针对美国平民的生物武器袭击。该计划由日本帝国海军制定，使用由日本帝国陆军的731部队开发的鼠疫等生物武器，通过潜艇发射水上飞机，将武器投放到美国西海岸。由于陆军参谋总长梅津美治郎将军的强烈反对，该行动在1945年3月计划完成后不久即被取消。

## 概述
PX行動是由日本海军参谋部在1944年12月提出的，领导者是副海军上将小泽治三郎。该行动的名称来源于日本对感染了鼠疫（Pestis bacillus）跳蚤的代号PX。在计划这一行动时，海军与731部队的中将石井四郎合作，他在病原细菌的武器化和人体对生物和化学战的脆弱性方面有着丰富的经验。
计划中的袭击包括使用伊四百型潜水舰搭载的晴岚飞机，袭击美国西海岸的圣地牙哥、洛杉矶和旧金山等城市。飞机将散播鼠疫、霍乱、斑疹伤寒、登革热等病原体，对人口进行生物恐怖袭击。潜艇乘员将自我感染，并在岸上执行自杀任务。
PX行動的计划在1945年3月26日最终确定，但不久之后由于参谋总长梅津美治郎的强烈反对而被搁置。梅津后来解释他的决定时说：“如果进行细菌战，战争将从日本和美国之间的冲突升级为人类对抗细菌的无尽战争。日本将受到全世界的嘲笑。”
在日本投降后，计划中的生物武器最后一次使用是在石井四郎计划对驻日美军进行自杀性细菌袭击（夜櫻作戰）。然而，这一计划也未能实施，因为梅津美治郎和川边虎四郎反对石井进行自杀袭击，并要求他“冷静等待下一个机会”。
战后，第一次讨论PX行動是在1977年8月14日的《产经新闻》采访中，由曾参与计划的前海军上尉江野良男透露。据江野所说，“这是我第一次谈论PX行動，因为它涉及战争规则和国际法。虽然计划没有付诸实施，但我觉得仅仅是这个计划的制定就会引起国际误解。我甚至没有向日本防卫厅战史档案的工作人员透露过任何信息，现在谈论它也让我感到不舒服。但当时，日本正处于严重劣势，任何赢得战争的方法都是可以接受的。”